# Gestern gelesen
Gestern gelesen ist eine 53-teilige Krimiserie, die von 1969 bis 1976 in den Regionalprogrammen der ARD zu unterschiedlichen Zeiten ausgestrahlt wurde. Produziert wurde sie von der Profil-Film Franz Tietz im Auftrag des Westdeutschen Werbefernsehens.

## Inhalt
Im Mittelpunkt dieser langlebigen Vorabendserie steht der Rechtsanwalt Dr. Peter Fuhrmann, der es als Strafverteidiger mit allen gängigen Strafdelikten zu tun bekommt. Dabei stehen ihm im Laufe der Zeit wechselnde Rechtsreferendarinnen zur Seite.

## Sonstiges
Die Idee zu dieser Serie hatte Regisseur Jürgen Goslar, dem eine Mischung aus Tatsachenbericht und Fernsehkrimi vorschwebte. In einem Gespräch mit dem damaligen Programmchef des Westdeutschen Werbefernsehens kam man überein, dass man alltägliche Fälle zeigen wolle, die man gestern in der Zeitung hätte lesen können. Hieraus resultierte letztendlich der Titel der Serie.
Mit Beginn der 2. Staffel dienten als Vorlagen tatsächliche Kriminalfälle, bei denen Namen und Orte der Handlung geändert wurden. In Staffel 4 werden ausschließlich Fälle aus der Wirtschaftskriminalität behandelt.
Für die Drehbücher konnten teilweise namhafte Autoren gewonnen werden, darunter Bruno Hampel, der in den 1960er-Jahren bereits die Serie Kommissar Freytag und Bücher für Das Kriminalmuseum geschrieben hatte.